# Synagoge Boompjes
De Synagoge Boompjes was een synagoge in Rotterdam voor Portugese Joden uit Antwerpen en later Hoogduitse Joden, die ieder hun eigen synagoge hadden, maar zich in 1682 verenigden. De synagoge heeft bestaan tussen 1725 en 1940. 
Al sinds 1675 werden er in de buurt van de Boompjes Joodse erediensten gehouden, maar pas in 1725 werd op deze plek officieel een synagoge ingewijd. Het meest opmerkelijke uiterlijke kenmerk van de synagoge was de klok, die in de vrij hoge voorgevel was gemetseld. In de loop van de tijd verhuisden steeds meer Rotterdamse Joden naar andere delen van de stad, waardoor het aantal bezoekers van de Boompjessynagoge sterk afnam. Hierdoor verloor de synagoge zelfs de status van hoofdsynagoge. Door de grote terugloop was de Joodse gemeenschap zelf van plan de synagoge van de hand te doen. Zover is het echter nooit gekomen, want het bombardement in mei 1940 deed zijn werk. 
Na de oorlog werd er in 1954 een nieuwe synagoge - Lew Jom - gebouwd aan het A.B.N. Davidsplein. In de tussentijd werden diensten gehouden in de inmiddels alweer afgebroken Westersynagoge Lew Jom in de Joost van Geelstraat, in de wijk Middelland. Deze Westersynagoge, die geopend was in 1928, was de enige na de oorlog nog functionerende sjoel.
Allerheiligst Hart van Jezuskerk ·
Allerheiligste Verlosserkerk ·
Andreaskerk ·
Anglicaanse kerk Rotterdam ·
Arminiuskerk ·
Bergsingelkerk ·
Boezemsingelkerk ·
Bosjeskerk · 
Breepleinkerk ·
Deense Zeemanskerk ·
Engelse Zeemanskerk ·
Franse kerk ·
Grieks-orthodoxe kathedraal van Sint-Nicolaas ·
Grote kerk ·
Hillegondakerk ·
Hoflaankerk ·
Julianakerk ·
HH. Laurentius- en Elisabethkathedraal ·
 Koninginnekerk ·
Lourdeskerk ·
Lutherse kerk ·
Maranathakerk ·
Nieuwe Zuiderkerk ·
Noorse Zeemanskerk ·
Oosterkerk ·
Oude kerk Charlois ·
Oude of Pelgrimvaderskerk ·
Paradijskerk ·
Pauluskerk ·
Petrus' Bandenkerk ·
Putsepleinkerk ·
Russische-orthodoxe kerk Rotterdam ·
St. Mary's Church (Engelse kerk) ·
Schotse Zeemanskerk ·
Sint-Agathaklooster ·
Sint-Hildegardis en Antoniuskerk ·
Sint-Ignatiuskerk ·
Sint-Laurenskerk ·
Sint-Lambertuskerk ·
Sint-Rosaliakerk ·
Stieltjeskerk ·
Synagoge Boompjes ·
Waalse Kerk ·
Westerkerk ·
Wilhelminakerk ·
Zuiderkerk ·
Zweedse Zeemanskerk